# Клёнова (гмина)
Клёнова (пол. Klonowa) — сельская гмина (волость) в Польше, входит как административная единица в Серадзкий повет, Лодзинское воеводство. Население — 3066 человек (на 2004 год).

## Сельские округа
1. Гжиб
2. Клёнова
3. Кузница-Блоньска
4. Кузница-Загжебска
5. Лелива
6. Лесяки
7. Липиче
8. Овечки
9. Павельце
10. Свёнтки

## Соседние гмины
1. Гмина Броншевице
2. Гмина Чайкув
3. Гмина Галевице
4. Гмина Лютутув
5. Гмина Злочев